# Kapstadtring 2 und 4

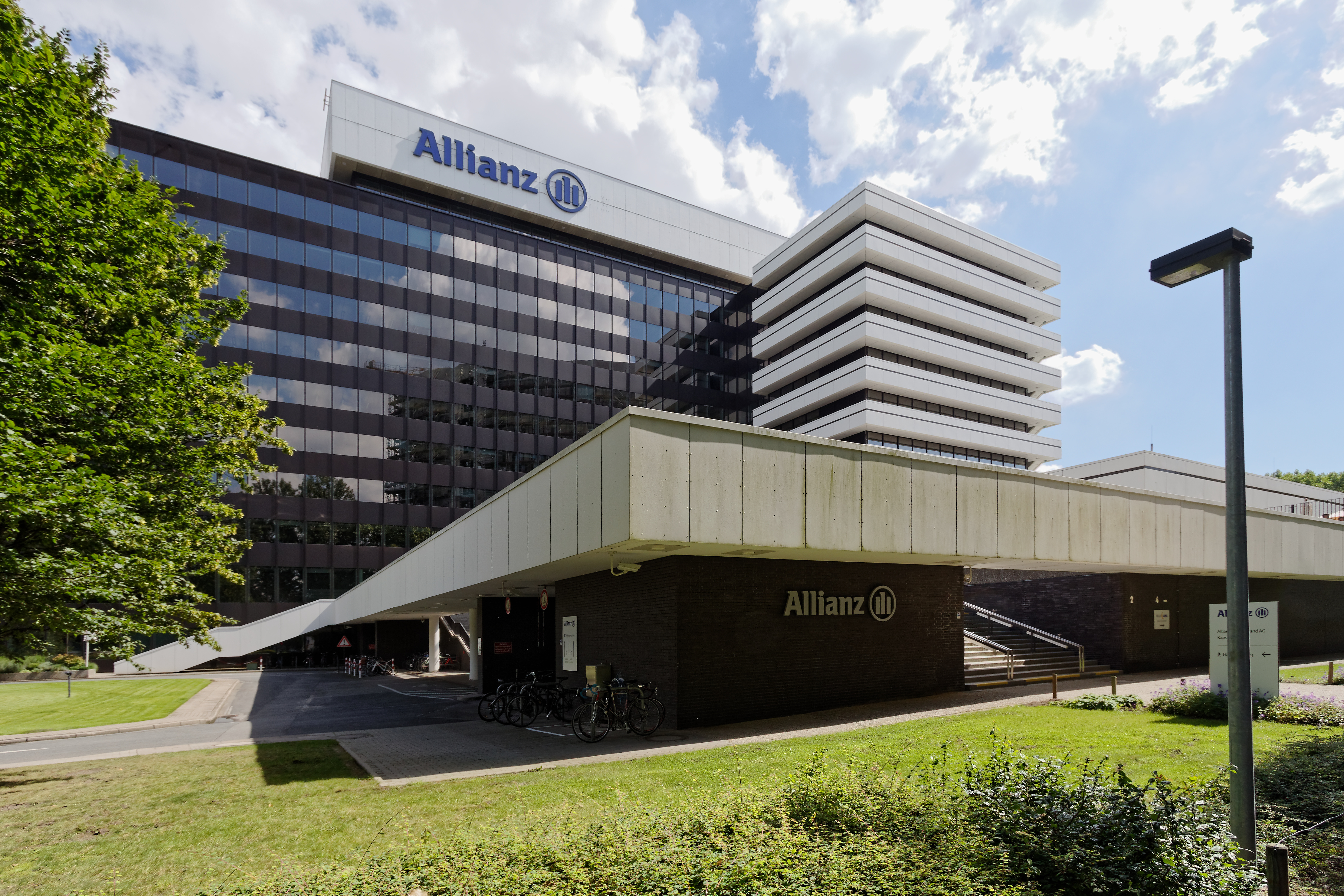
Ansicht von Westen im Jahr 2016.

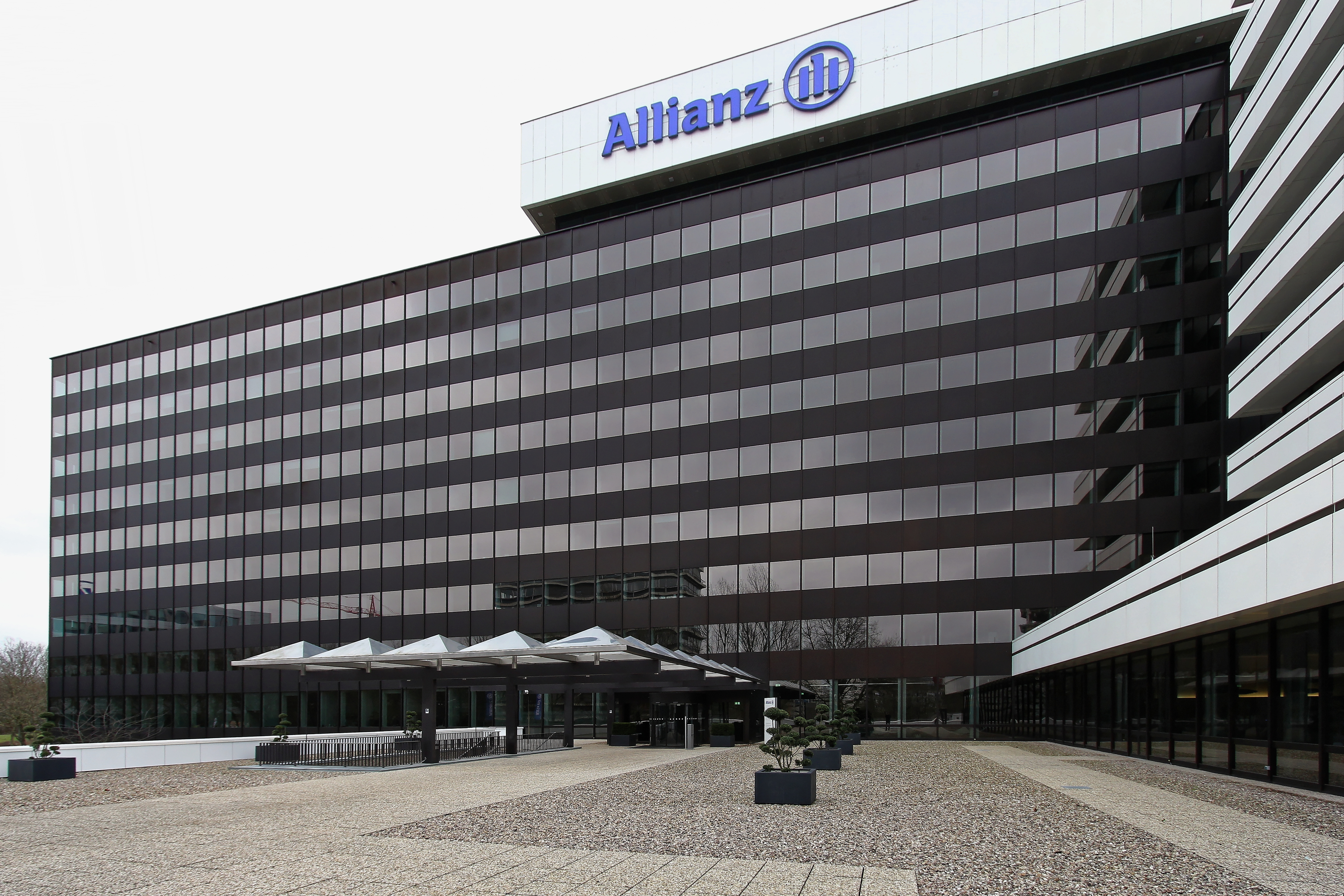
Eingangsbereich

Das Bürohaus Kapstadtring 2 und 4 ist ein 1968 fertig gestellter Gebäudekomplex in der Hamburger Bürostadt City Nord. Initiator des Baus und langjähriger Nutzer war der Mineralölkonzern Esso Deutschland, ab 2012 bezog der Versicherungskonzern Allianz als Mieter das Gebäude. Es steht seit 2013 unter Denkmalschutz und befindet sich seit 2017 im Eigentum der Vermögensverwaltung Amundi. Seit Anfang 2024 vermietet die Allianz ein Drittel des Gebäudes an den Luft- und Raumfahrtkonzern Airbus unter.

## Bau und Architektur
Der Entwurf des Gebäudes begann im Jahre 1964 mit einem Architektenwettbewerb, für den vier Preise vergeben wurden. Der Siegerentwurf von Jost Schramm und der dritte Platz von Gert Pempelfort waren sich sehr ähnlich, daher bildeten diese beiden eine Architektengemeinschaft, um das Gebäude zu planen, und integrierten mit Herbert Großner einen der Preisträger des zweiten Platzes für die Ausführung der Arbeiten. Die Vorgaben des Bauherren forderten ein flexibel nutzbares Gebäude, in dem sowohl Großraum- als auch Einzelbüros untergebracht werden konnten. Es wurde für eine maximale Zahl von 2000 Arbeitsplätzen geplant, sollte alle für den Betrieb notwendigen Räume einschließlich eines großzügigen Rechenzentrums haben und für die Mitarbeiter neben Kantine und Sozialräumen eine Reihe weiterer Service- und Sporträume zur Verfügung stellen. Zeittypisch integrierte man von Beginn an Stellflächen für Kraftfahrzeuge in die unteren Geschosse.
Die Bauphase begann am 17. August 1966, Richtfest war am 26. Juni 1967, der Einzugstermin am 1. September 1968. Das Gebäude war damals der größte Bürohausneubau in der Nachkriegszeit in Hamburg, viele Probleme rund um die Errichtung und die Haustechnik solch großer Bauten stellten sich daher an dieser Stelle zum ersten Mal. So erwies sich der Untergrund trotz des für Hamburg relativ hoch und trocken gelegenen Geländes als schwierig für ein Gebäude dieser Größe und erforderte eine Gründung des Fundamentes auf mehr als 400 Betonpfählen, die bis zu 15 m lang sind.
Das Gebäude teilt sich in einen ausgedehnten Sockelbereich und das kreuzförmige Hochhaus. Das Hochhaus besteht aus vier Bürotrakten mit einem gemeinsamen Erschließungskern, in dem es neben festen Treppen und Aufzügen auch Fahrtreppen gibt. Gestaltung und Nutzungskonzept unterscheiden sich für die in Nord-Süd-Richtung und die in Ost-West-Richtung orientierten Gebäudeteile. Die Nord- und Süd-Trakte sind die längsten Trakte, sie enthalten auf 9 Geschossen die klassischen Einzel- und Doppelbüros und sind mit glatten Fassaden aus dunkelbraunem Glas verkleidet. Die Ost- und West-Trakte sind kürzer, sie enthielten ursprünglich Großraumbüros und stellen mit den umlaufenden Außengalerien mit weißen Brüstungen einen deutlichen Kontrast zu den längeren Trakten her. Im Sockel mit seinen zwei oberirdischen Geschossen und der Kellerebene sind Garage und Haustechnik untergebracht. Der gesamte Eingangs- und Empfangsbereich wurde in den ersten Stock verlegt, eine zur Bauzeit mutige Entscheidung, denn die Planung zur Trennung von Straßenniveau und höher gelegener Fußgängerebene in der City Nord erfolgte erste wesentlich später.
Die insgesamt 14 Großräume haben jeweils 450 bis 550 m² Grundfläche. Sie lassen sich recht einfach in Einzelbüros umgestalten, wobei dann innenliegende Räume die Funktionen von Archiven oder Besprechungsräumen übernehmen. Bereits bei Einzug der Esso war vorgesehen, dass die jeweilige Abteilung selbst entscheiden konnte, ob der zugewiesene Platz in Form von Einzel- oder Großraumbüros genutzt werden sollte. Die Flexibilität in der Raumaufteilung erweist sich bis heute als ein großer Vorteil des Gebäudes.
Das Hochhaus hat seine größte Ausdehnung von 158 m in Nord-Süd-Richtung, in Ost-West-Richtung ist es knapp 70 m breit. Von seinen 13 Geschossen sind 12 oberirdisch, diese erreichen eine Höhe von 48 m über Straßenniveau. Es ist als vollklimatisiertes Gebäude geplant und errichtet worden und wird weiterhin so betrieben.

## Umbauten und Sanierungen
Die erste Sanierung erfolgte bereits 1977 an der Fassade in den oberen Stockwerken. Es folgte 1987 die Erneuerung der Innenbeleuchtung, 1988 eine Fassadensanierung in allen Stockwerken, 1990 die Erneuerung der Fußböden sowie die Modernisierung der Datenverkabelung und 1992 der Austausch von Teilen der Hauselektrik. Von 1997 bis 1998 gestaltete man den ganzen Eingangsbereich um und entfernte dabei die aus der Bauzeit stammende Ausstattung mit Granitböden und holzverkleideten Wänden. Eine große Grundinstandsetzung und energetische Sanierung durch die TAS Unternehmensgruppe begann Ende 2009 und konnte 2012 abgeschlossen werden. Nach dem Abschluss der Bauarbeiten zog die Allianz im November 2012 in das Gebäude ein.

## Fotografien und Karte
Koordinaten: 53° 36′ 5,2″ N, 10° 1′ 45,1″ O

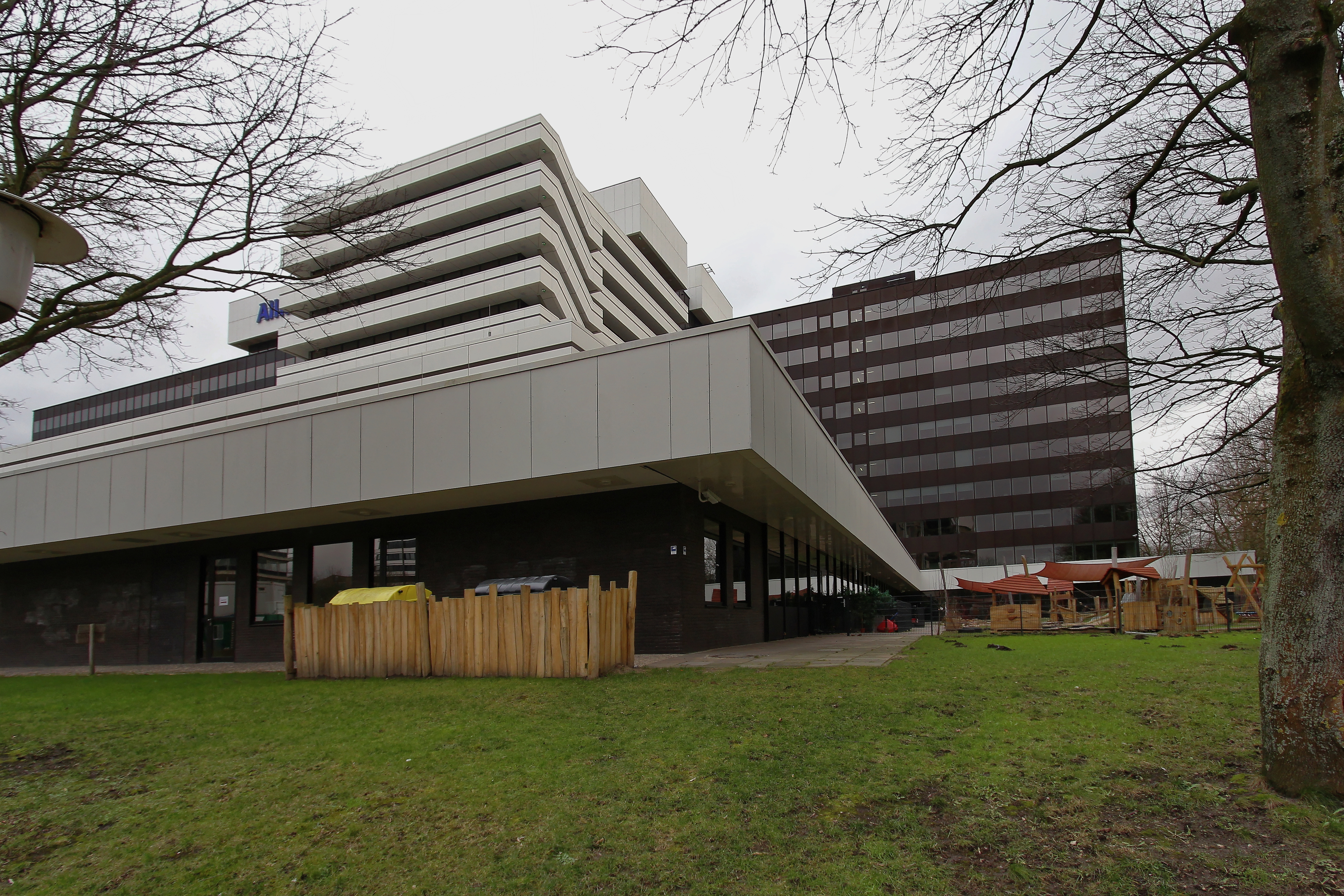
Ansicht von Südwesten
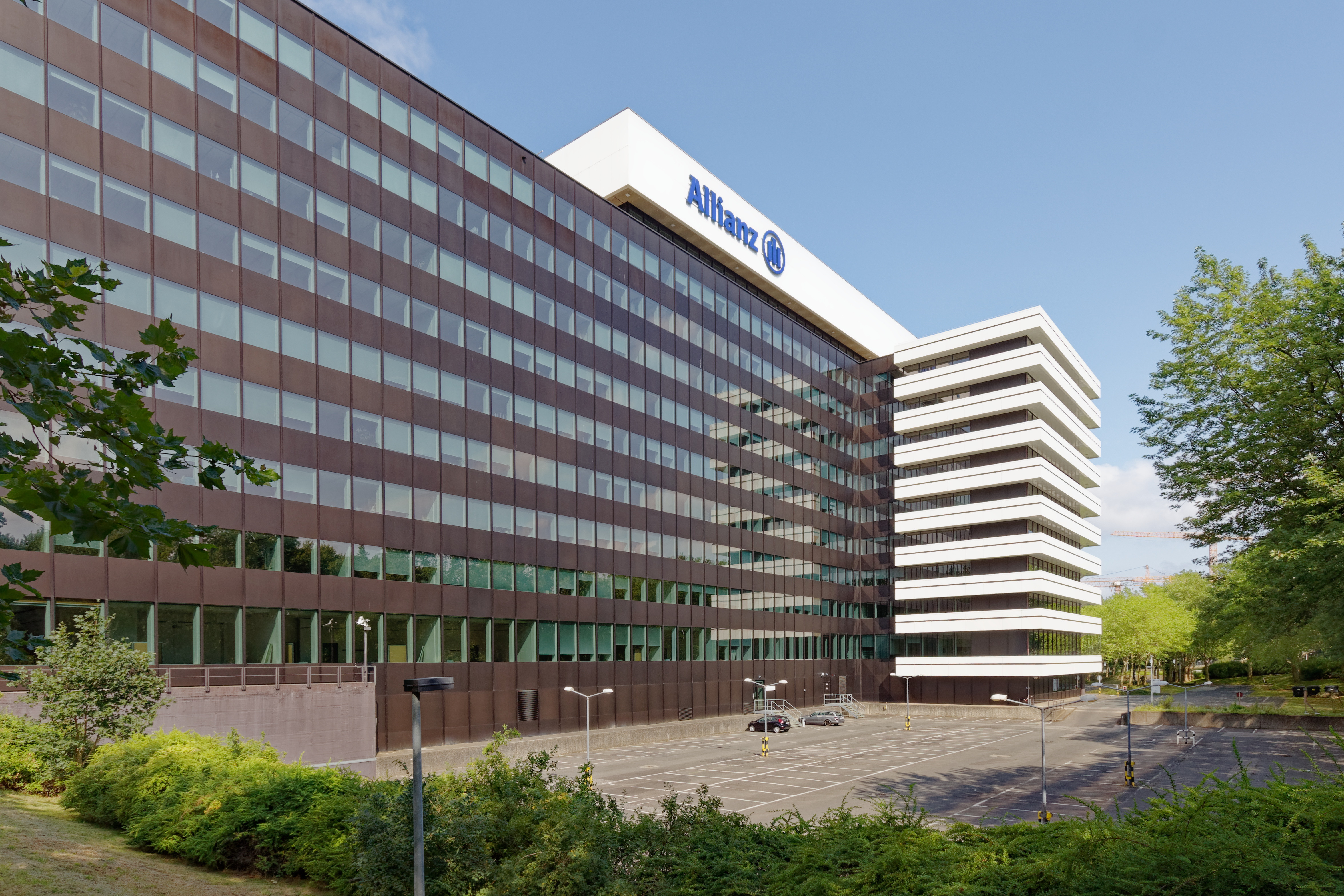
Ostfassade. Die unterschiedliche Gestaltung der Flügel ist gut erkennbar.
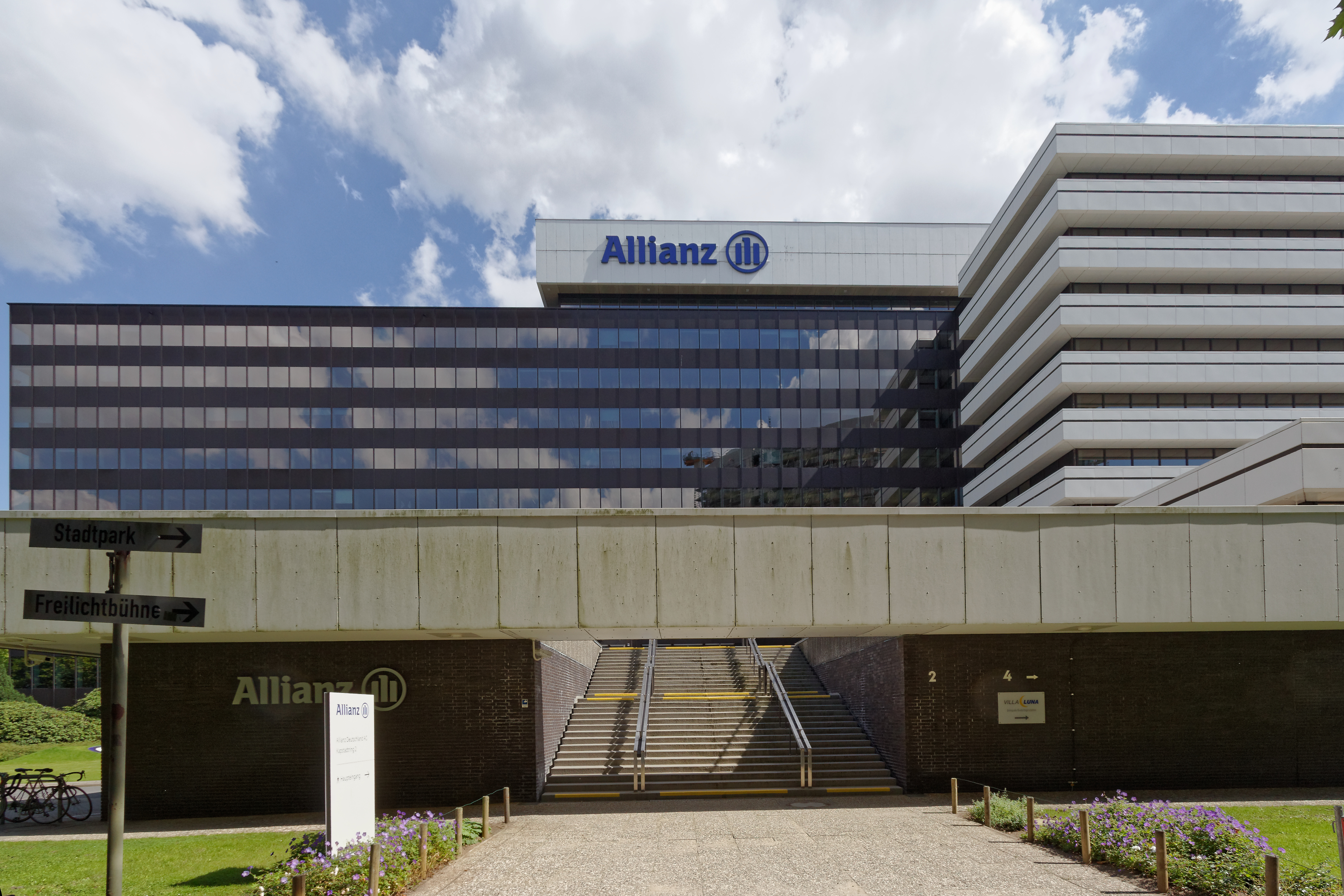
Haupttreppe zur Eingangsebene
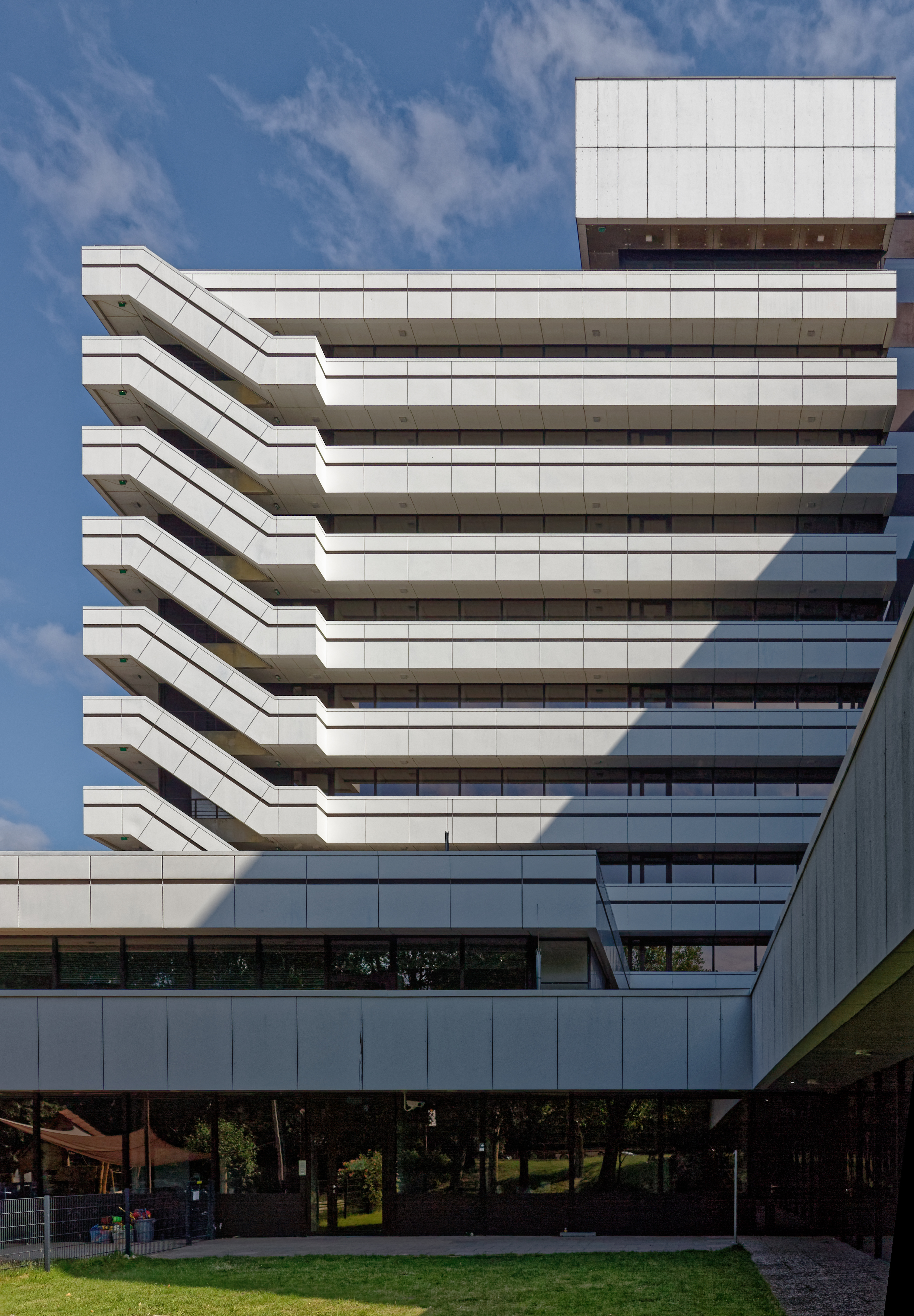
Kurzer Westflügel mit Außentreppen